# Torre de Stuttgart

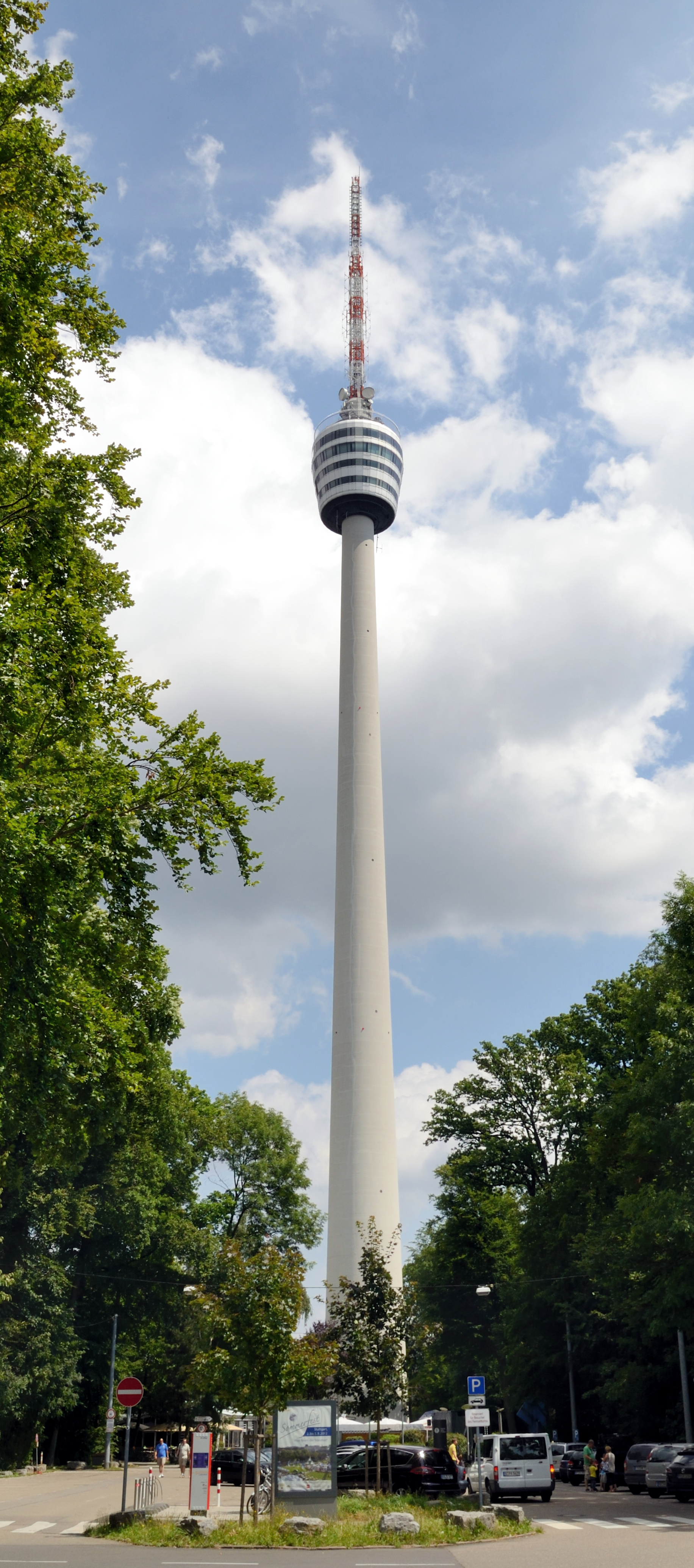
Foto da Torre de Stuttgart, Alemanha

Torre de Stuttgart (em alemão:  Fernsehturm Stuttgart) é uma torre de telecomunicações de 216,61 m (710,7 pés) em Stuttgart, Alemanha. Foi a primeira torre de telecomunicações do mundo construída a partir de concreto armado, sendo o protótipo de muitas dessas torres em todo o mundo. Apesar de controverso no início, rapidamente se tornou um marco bem conhecido de Stuttgart e uma atração turística.

## Localização
A torre está localizada na colina Hoher Bopser (elevação 483 metros) no sul da cidade de Stuttgart Degerloch. Da plataforma de observação há uma vista de Stuttgart, das florestas e vinhedos em Stuttgart e arredores, até o Jura da Suábia e a Floresta Negra.

## História
A construção da torre foi controversa - os críticos se opuseram ao novo método de construção e seus custos; uma simples antena de 200 metros teria custado apenas 200.000 marcos. A construção começou em 10 de janeiro de 1954 e continuou por 20 meses. Isso fez dela a primeira torre de telecomunicações do mundo construída com concreto armado. O custo de construção foi de 4,2 milhões de marcos alemães. As receitas dos visitantes atingiram esse valor em cinco anos. A torre foi colocada em serviço em 5 de fevereiro de 1956 pela Süddeutscher Rundfunk (hoje Südwestrundfunk - SWR).
A torre atingiu sua altura atual de 216,61 m (710,7 pés) depois que a antena foi estendida de outubro de 1965 a dezembro de 1965.

## Especificações
- Engenheiro: Fritz Leonhardt
- Altitude: Pé da torre 483 m (1.585 pés) acima do nível do mar
- Altura total do ponto da antena: 216,8 m (711 pés)
- Altura do deck de observação superior: 153,5 m (504 pés)
- Altura da plataforma de observação inferior: 150 m (490 pés)
- Diâmetro da fundação: 27 m (89 pés)
- Peso total da torre: aproximadamente 3.000 toneladas
- Peso da fundação: aproximadamente 1.500 toneladas
- Velocidade dos elevadores: 5 m / s (16 pés / s)
- Panorama Café em uma plataforma da cesta da torre
- Diâmetro máximo da cesta da torre: 15 m (49 pés)
- Transmissão

A torre ainda é conhecida como Fernsehturm, mas hoje apenas transmite várias estações de rádio FM públicas. A transmissão do serviço analógico da rede de televisão ARD terminou em 2006. Os serviços de televisão digital mudaram-se para a vizinha Fernmeldeturm Stuttgart, que também transmite estações de rádio FM privadas na área.

## Luzes de aviso de tráfego aéreo
A torre carrega ao lado das luzes de aviso convencionais do tráfego aéreo vermelho três lâmpadas de xenônio rotativas semelhantes às usadas nos faróis logo acima da plataforma de observação.

## Acesso Público
Em 27 de março de 2013 a torre foi fechada ao público por causa de uma revisão dos regulamentos de segurança contra incêndio. A torre foi reaberta em 30 de janeiro de 2016 com uma entrada reformada, área de loja e novas precauções de segurança contra incêndio otimizadas.